# San Antonio del Parapetí
San Antonio del Parapetí es una localidad de Bolivia, ubicada a orillas del río Parapetí. Se encuentra en el municipio de Charagua de la provincia Cordillera en el departamento de Santa Cruz.
La localidad tiene dos sectores claramente diferenciados: 
- San Antonio del Parapetí (estación), ubicado en torno a la estación de tren de la línea que une Santa Cruz de la Sierra con Yacuiba. Tiene una población de 1086 habitantes (censo de 2001)
- San Antonio del Parapetí (Pueblo), que es el núcleo originario ubicado unos pocos kilómetros al norte, en la salida hacia Pueblo Nuevo y Charagua. Tiene una población de 1435 habitantes (censo de 2001)

Ya que su población es predominantemente indígena guaraní, su gobierno es autónomo, por sus siglas: GAIOC (Gobierno Autónomo Indígena Originario Campesino). Este gobierno rige en todo el municipio de Charagua.

## Demografía
La población de la localidad se ha más que triplicado en las últimas dos décadas:
| Año  | Habitantes | Fuente                  |
| ---- | ---------- | ----------------------- |
| 1992 | 252        | Censo boliviano de 1992 |
| 2001 | 343        | Censo boliviano de 2001 |
| 2012 | 837        | Censo boliviano de 2012 |

Debido a la distribución poblacional históricamente creciente, la región tiene una clara proporción de población de origen guaraní, y en el municipio de Charagua el 48,8 % de la población habla el idioma guaraní.

## Transporte

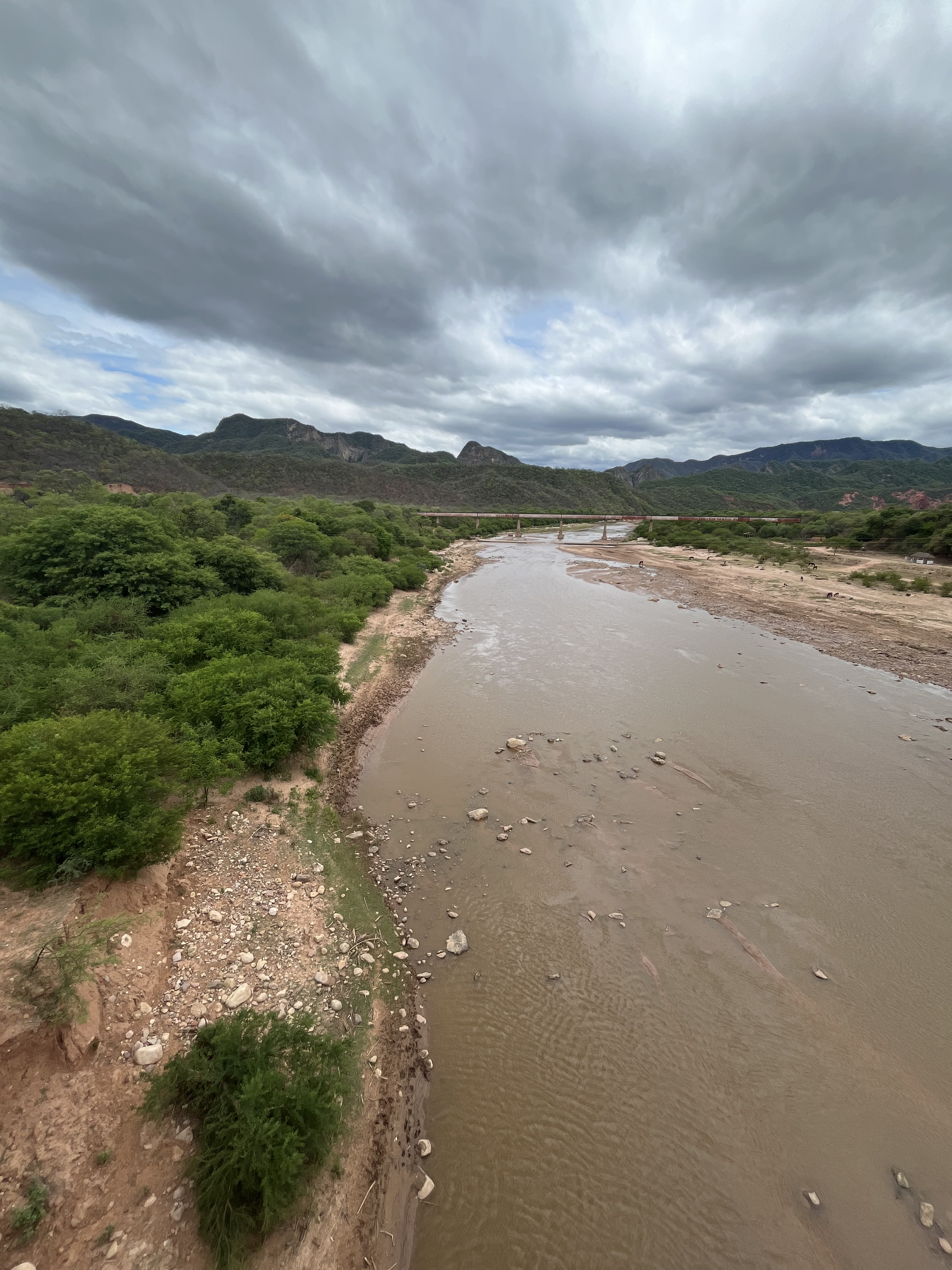
Puente ferroviario cerca a San Antonio del Parapetí, con la Serranía Irenda de fondo.

San Antonio del Parapetí se encuentra a 300 kilómetros por carretera al sur de la ciudad de Santa Cruz de la Sierra, la capital departamental.
Desde Santa Cruz, la ruta troncal pavimentada Ruta 9 conduce hacia el sur por Cabezas hasta Abapó a orillas del río Grande y por vía Ipitá y Villa Montes hasta Yacuiba en la frontera boliviana con Argentina. Cinco kilómetros al sur de Abapó, se bifurca hacia el este por la Ruta 36, pavimentada los primeros 39 kilómetros hasta San Isidro del Espino y luego de tierra otros 114 kilómetros por Igmiri, Saipurú y Tapyta hasta Charagua y vía Machipo hasta llegar a San Antonio del Parapetí.

## Economía
Debido a la presencia de la estación ferroviaria en San Antonio del Parapetí, la actividad comercial se ha incrementado en la localidad con la presencia de comerciantes que venden productos no existentes en el lugar y también realizan intercambios con animales o maíz.

## Educación
En San Antonio del Parapetí se encuentra el Instituto Tecnológico Superior Tarema Ikua, con las carreras de agropecuaria, acuicultura y mecánica automotriz, así como la Unidad Educativa Parapetí.